# Копачівська волость
Копачівська волость — адміністративно-територіальна одиниця Київського повіту Київської губернії. Наприкінці 1880-х рр. приєднана до Обухівської волості.
Станом на 1886 рік складалася з 6 поселень, 4 сільських громад. Населення — 4236 осіб (2081 чоловічої статі та 2155 — жіночої), 678 дворових господарства.
|                     | Площа, десятин | У тому числі орної, дес. |
| ------------------- | -------------- | ------------------------ |
| Сільських громад    | 2865           | 2052                     |
| Приватної власності | 4496           | 1885                     |
| Казенної власності  | —              | —                        |
| Іншої власності     | 117            | 91                       |
| Загалом             | 7478           | 4028                     |

Основні поселення волості:
- Копачів — колишнє власницьке село при річках Стугна та Раківка за 50 верст від повітового міста, 1271 особа, 180 дворів, православна церква, католицька каплиця, 2 постоялих будинки, лавка, водяний млин.
- Гудимова Слобода — колишнє власницьке село при річці Оршинка, 600 осіб, 161 двір, постоялий будинок, лавка, водяний та 2 вітряних млини.
- Малогерманівська Вільшанка — колишнє власницьке село при річці Вільшанка, 1767 осіб, 250 дворів, православна церква, школа, постоялий будинок, винокурний завод.
- Нещерів — колишнє державне село при безіменній річці, 560 осіб, 115 дворів, православна церква, школа, постоялий будинок, 3 водяних та вітряний млини, винокурний завод.